# هروال
هروال (به پرتغالی: Herval) یک منطقهٔ مسکونی در برزیل است که در ریو گرانده جنوبی واقع شده‌است. هروال ۱٬۷۵۷٫۸۴ کیلومتر مربع مساحت و ۶٬۸۱۴ نفر جمعیت دارد.